# CNR Media
CNR Media di proprietà della PRS Mediagroup, è il gruppo che gestisce CNR Tv News e CNR Radio Fm.

## CNR Radio Fm
CNR Radio FM è una syndication radiofonica nata nel 1992; distribuisce, per circa 50 emittenti radiofoniche sparse in tutta Italia, i giornali radio ed approfondimenti vari, nonché le informazioni sul meteo e sulla viabilità. Le informazioni si susseguono dal primo mattino a tarda serata, ogni mezz'ora. Ogni appuntamento è preceduto e seguito da un minuto di réclame pubblicitaria.

### Emittenti collegate
- Giornale Radio Piemonte
- Radiocity
- Radio Babboleo
- Radio Nostalgia
- Radio Marconi
- Radio Millennium
- Gamma Radio
- Radio Lombardia
- Radio Reporter
- Radio Studio Più
- Radio Bellla & Monella
- Radio Birikina
- Radio Dolomiti
- Radio Marilù
- Radio Piterpan
- Radio Sorrriso
- Radio Gamma
- Ladyradio
- R.D.F. 102.7
- Radio Blu
- Radio Fantastica
- Radio Linea
- Veronica Hit Radio Net
- Radio Globo
- Tele Radio Stereo
- Radio Kiss Kiss Italia
- Radio Kiss Kiss Napoli
- Radio Ibiza
- Radionorba
- Radio Cosenza Centrale
- Radio Sintony
- Radio Studio 90 Solo Musica Italiana
- Radio Cuore
- Radio Lattemiele
- Radio Jukebox

## CNR Tv News
Nata nel 2009, CNR Tv News distribuisce su emittenti televisive locali sparse in tutta Italia, i Giornali radio ed approfondimenti vari, nonché le informazioni sul meteo e sulla viabilità. Le informazioni si susseguono dal primo mattino a tarda serata, ogni mezz'ora. Ogni appuntamento è preceduto e seguito da un minuto di reclame pubblicitari.

### Emittenti collegate
- 7 Gold (e tutte le sue emittenti)
- Super3 (fino al 2013)
- Reteoro (Lazio)
- Canale 9 (Campania)
- Video Calabria (Calabria)
- CanalOne (dal 2011 al 2012)
- Giallo (dal 2012 al 2014, con il nome di Giallo News)
- Telegenova (Liguria)

## La redazione
Agenzia Giornalistica Radiotelevisiva (AGR)